# Шарино (Московская область)
Шарино — деревня в городском округе Клин Московской области России. Население — 49 чел. (2010).

## Население
| 1852 | 1859 | 1886 | 1890 | 1926 | 2002 | 2006 |
| ---- | ---- | ---- | ---- | ---- | ---- | ---- |
| 61   | ↗73  | ↘68  | ↗293 | ↘136 | ↘72  | ↘64  |
| 2010 |      |      |      |      |      |      |
| ↘49  |      |      |      |      |      |      |

## География
Деревня Шарино расположена на северо-западе Московской области, в южной части городского округа Клин, примерно в 25 км к юго-западу от окружного центра — города Клина, на левом берегу реки Нудоль, высота центра над уровнем моря — 207 м. Ближайшие населённые пункты — примыкающая на юге Украинка и, на противоположном берегу реки, Семенково на северо-восток, Поповка на юг и Нудоль на юго-запад.

## История
В середине XIX века сельцо Шарино 1-го стана Клинского уезда Московской губернии принадлежало надворному советнику Наталье Ивановне Гусятниковой, в сельце было 14 дворов, крестьян 31 душа мужского пола и 30 душ женского.
В «Списке населённых мест» 1862 года — владельческое сельцо 1-го стана Клинского уезда по правую сторону Звенигородского тракта, в 36 верстах от уездного города и 25 верстах от становой квартиры, при реке Нудаль, с 10 дворами и 73 жителями (33 мужчины, 40 женщин).
В 1886 году сельцо входило в состав Спас-Нудольской волости Клинского уезда, насчитывалось 11 дворов, проживало 68 человек; в сельце работала лавка, располагалось волостное правление.
В 1890 году в деревне 293 жителя, действовало училище Московского воспитательного дома.
По данным на 1911 год число дворов составляло 17, в деревне имелись чайная и кадочная лавки.
По материалам Всесоюзной переписи населения 1926 года — деревня Спас-Нудольского сельсовета Спас-Нудольской волости Клинского уезда в 12,8 км от Волоколамского шоссе и 16 км от станции Румянцево Октябрьской железной дороги; проживало 136 человек (61 мужчина, 75 женщин), насчитывалось 19 хозяйств, из которых 15 крестьянских.
С 1929 года является населённым пунктом Московской области в составе Нудольского сельсовета Новопетровского района (1929—1959), Нудольского сельсовета Рузского района (1959), Нудольского сельсовета Клинского района (1959—1963, 1965—1994), Нудольского сельсовета Солнечногорского укрупнённого сельского района (1963—1965), Нудольского сельского округа Клинского района (1994—2006), сельского поселения Нудольское Клинского района (2006—2017), городского округа Клин (с 2017). В 2002 году к деревне Шарино была присоединена территория рабочего посёлка № 2.